# Astragalus oreganus
Astragalus oreganus är en ärtväxtart som beskrevs av John Torrey och Asa Gray. Astragalus oreganus ingår i släktet vedlar, och familjen ärtväxter. Inga underarter finns listade i Catalogue of Life.

## Bildgalleri

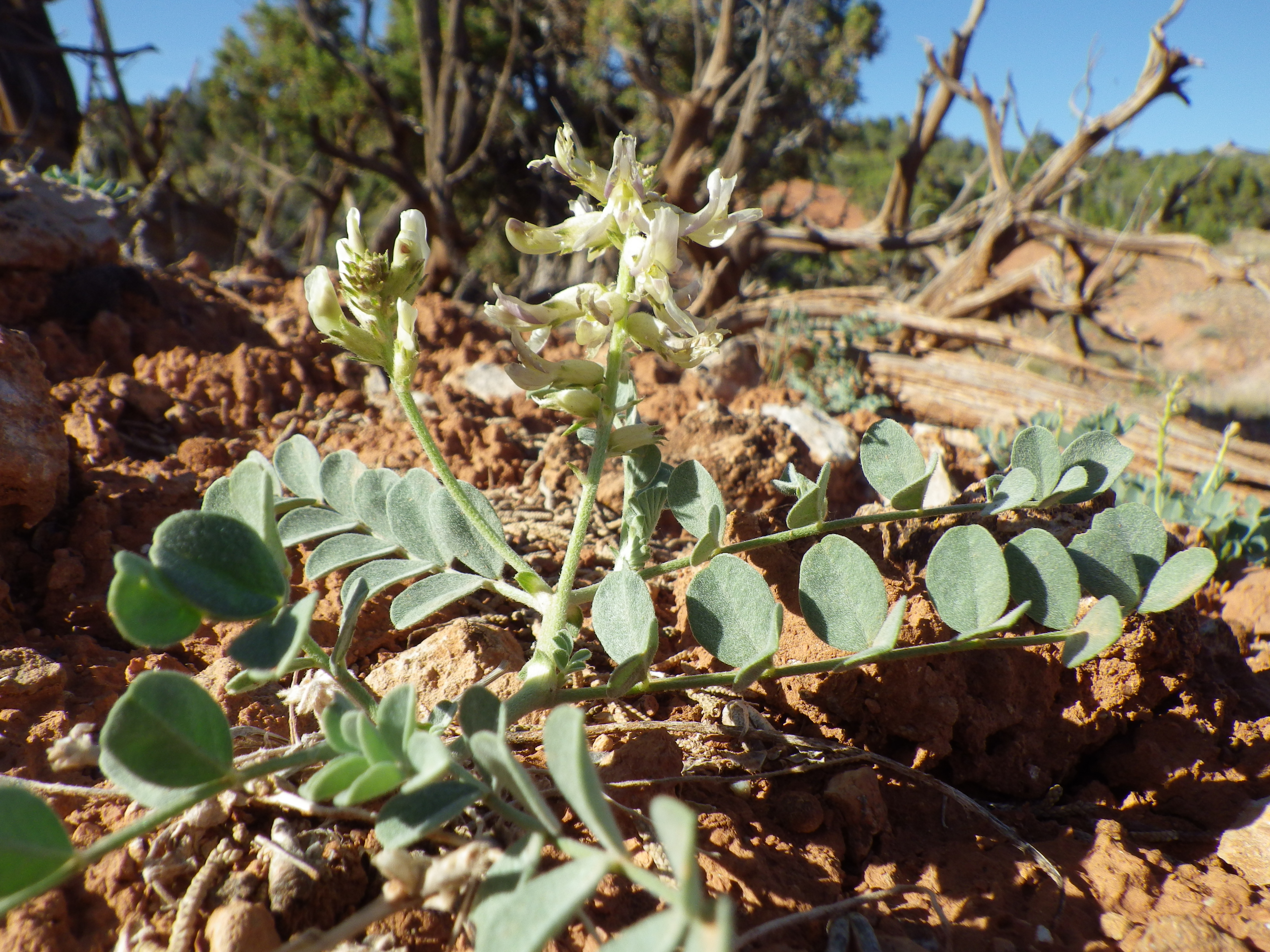
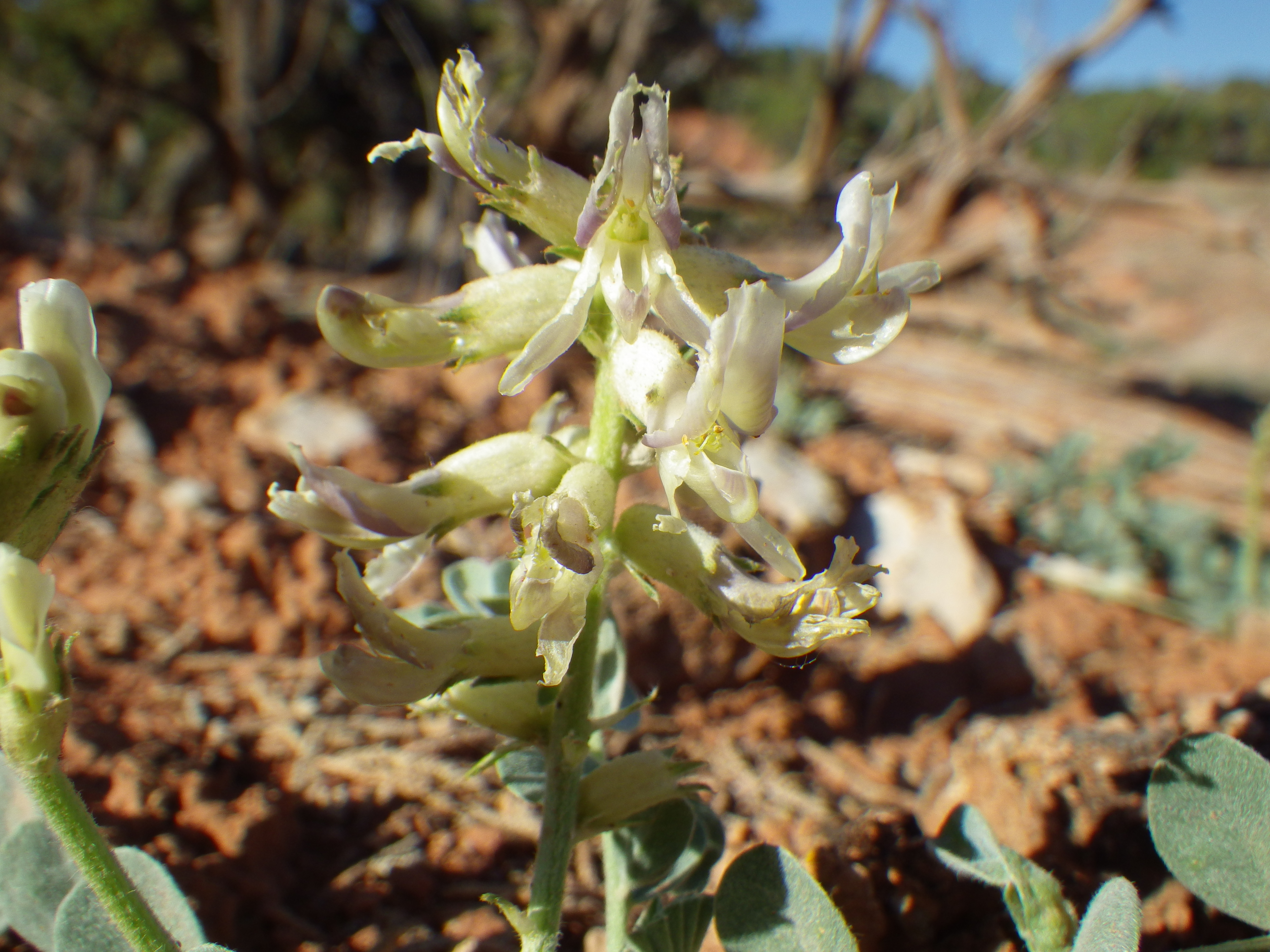
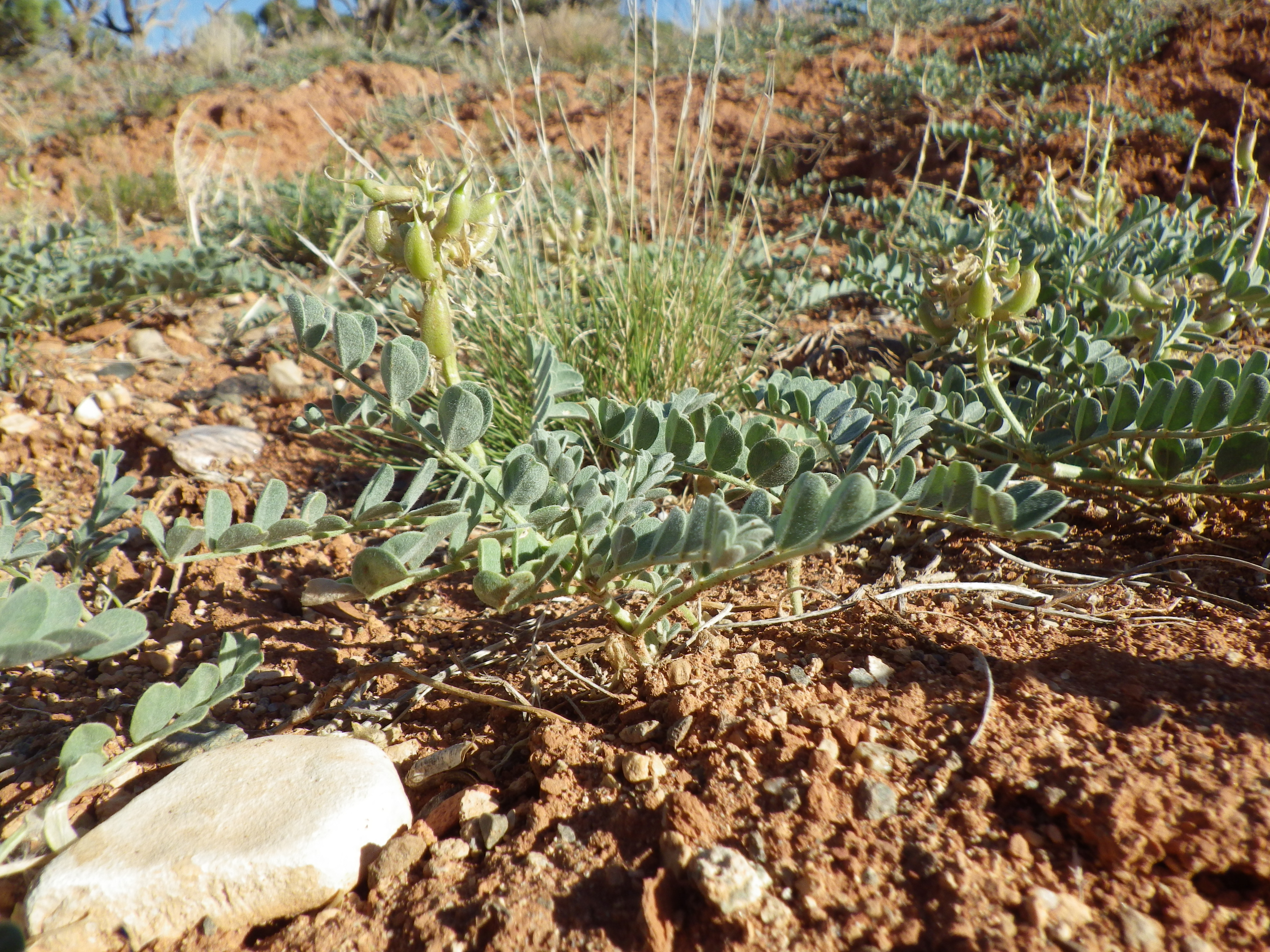
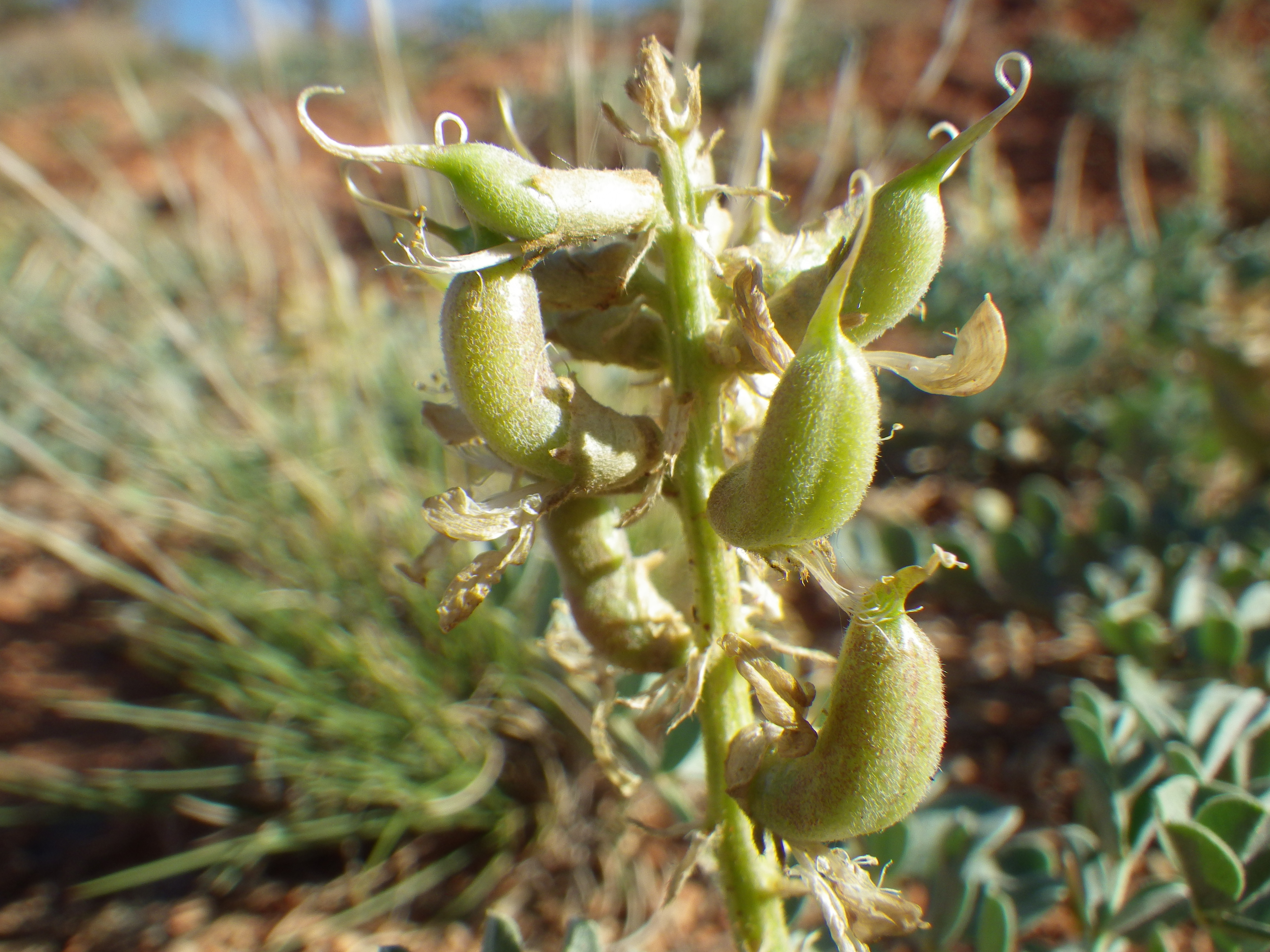